# Decauville-Bahn der Mines de Brais
| Decauville-Bahn der Mines de Brais                                  | Decauville-Bahn der Mines de Brais |
| ------------------------------------------------------------------- | ---------------------------------- |
| Ausweiche der Decauville-Bahn Das Bergwerk in Vieux-Vy-sur-Couesnon |                                    |
| Spurweite:                                                          | 600 mm (Schmalspur)                |
|                                                                     |                                    |

Die Decauville-Bahn der Mines de Brais war ein Feldbahn-Netz mit einer Spurweite von 600 mm in Vieux-Vy-sur-Couesnon im französischen Département Ille-et-Vilaine in der Bretagne.

## Geschichte
1879 erhielt die Société Anonyme des Mines Argentifères de La Touche die erste Konzession zur Ausbeutung der Silber-Blei, Zink- und Pyrit-Adernin den Mines de Brais bei Vieux-Vy-sur Couesnon. Im Jahr 1906 beschäftigten die Bergwerke 340 Arbeiter. Auf dem Höhepunkt der Ausbeutung förderte der Standort unter und über Tage 3200 Tonnen Erz pro Jahr.
Die Schwierigkeiten beim Abbau und der Verfall der Metallpreise führten allerdings zu mangelnder Rentabilität. Die Gruben von Brais wurden 1951 endgültig geschlossen, nachdem unvorhergesehener Weise eine große Menge Wasser und Schlamm in den Stollen eingedrungen waren. 
Das ehemalige Bergbaugebiet liegt an einem stufenförmigen abgebauten Hang in einem zur Naherholung genutzten Naturschutzgebiet. Die ehemalige Bergbaustadt liegt oberhalb auf einer Hochebene. Die aneinandergereihten Arbeiterhäuser, die Vorstandsvillen, das Direktorenhaus, die Büros, die Wartungs- und Reparaturgebäuden, der Förderschacht, die Erzwäsche Wäscherei und das Kraftwerk sind heute noch weitgehend erhalten.

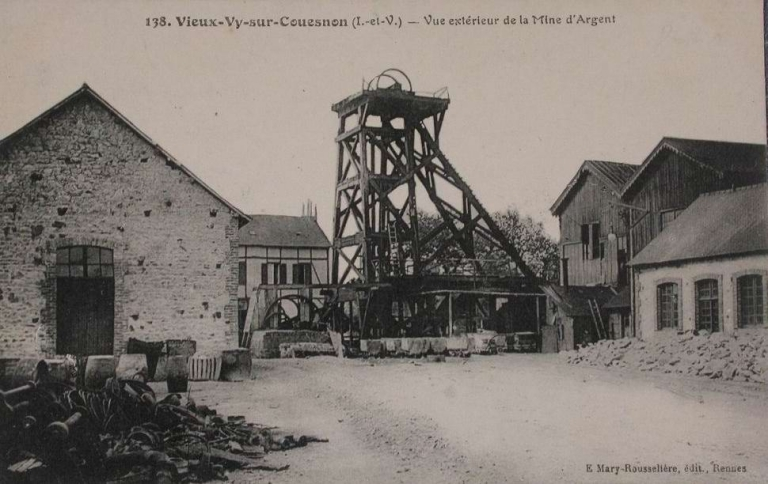
Der Förderturm
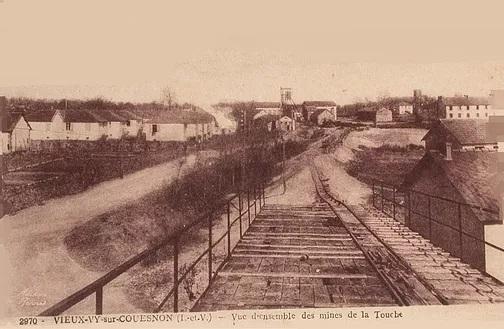
Der Schrägaufzug
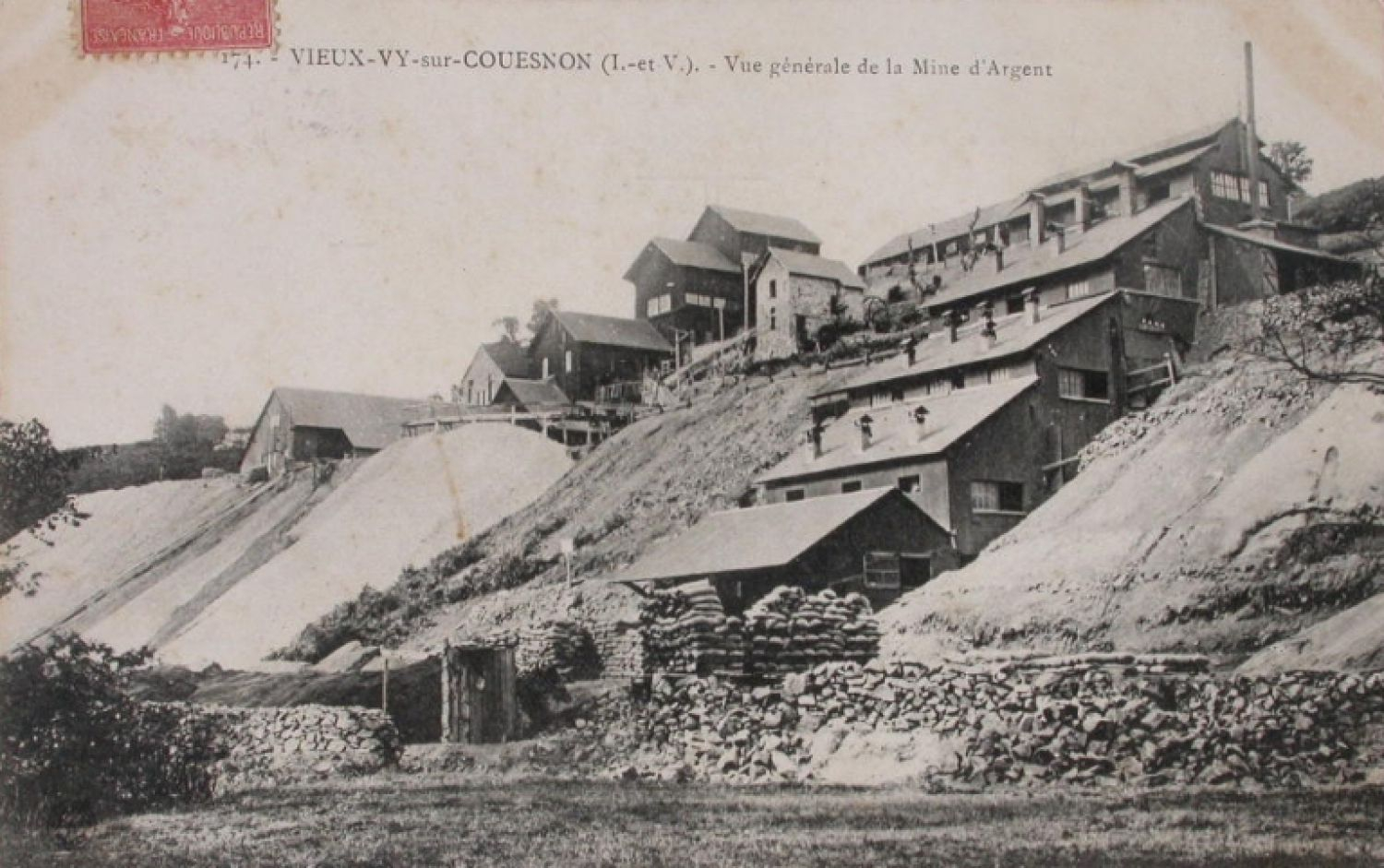
Die Erzwäsche des Bergwerks

Die Ruinen des verlassenen Bergwerks beherbergen eine gemischte Kolonie zweier seltener geschützter Fledermausarten, der Großen Hufeisennase und der Wimperfledermaus. Außerdem leben Kreuzottern, Ringelnattern, Schleichen und die Smaragdeidechsen und viele Vögel auf dem Gelände.

## Einzelnachweise

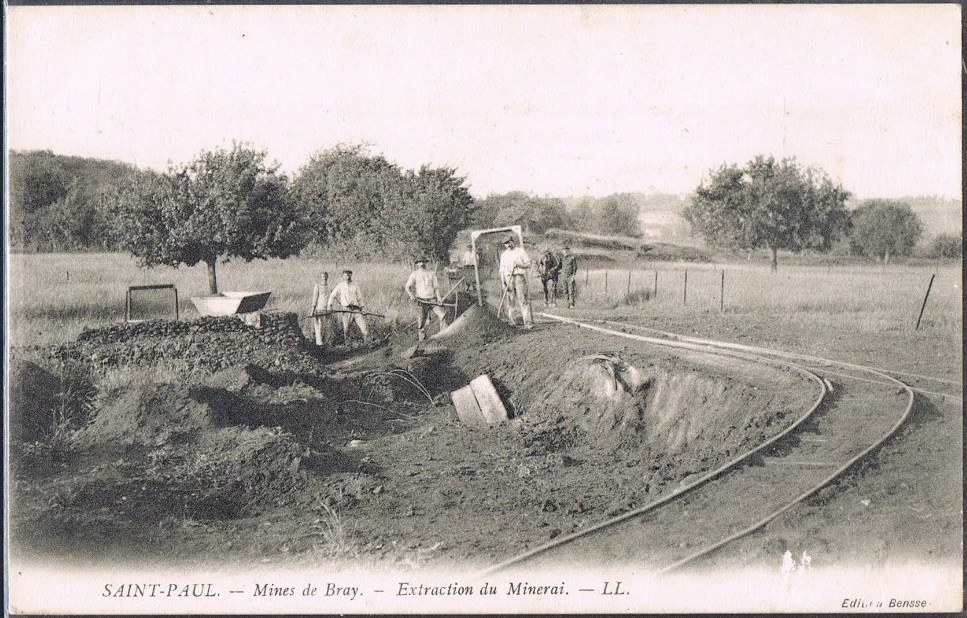
Mineralien-Tagebau mit der Decauville-Bahn